# Мур, Джеймс Младший
Джеймс Мур Младший (англ. James Moore Jr.; 1682 — 3 марта 1724) — британский администратор, колониальный губернатор провинции Южная Каролина с 1719 по 1721 год. Он был сыном губернатора Джеймса Мура Старшего, участвовал в походе на испанскую Флориду, а во время Революции 1719 года, когда губернатор Роберт Джонсон отказался подчиниться Народному собранию, Собрание избрало Мура новым губернатором колонии. Королевская администрация встала на сторону Собрания, согласилось лишить Лордов-собственников прав на колонию и объявило Южную Каролину коронной колонией. В 1721 году Мур сдал полномочия новому временному губернатору, Фрэнсису Николсону.

## Ранние годы
Мур родился в колонии Каролина и, таким образом, он стал первым губернатором, рождённым непосредственно в колонии. Он был старшим сыном губернатора Джеймса Мура Старшего и Маргарет Берингер. Он получил часть своего наследства уже в 1704 году, стал крупным плантатором, и был избран в Ассамблею колонии от округов Беркли и Крейвен. Он представлял эти округа в Ассамблее с 1706 по 1708 год. В неизвестный момент жизни он женился на Элизабет Бересфорд и в их семье было шесть детей.
В 1707 году Ассамблея присвоила ему звание капитана ополчения и поручила уничтожить отряд индейцев реки Саванна, которые нападали на вирджинских торговцев. В марте 1713 года он уже имел звание полковника и вместе в Джоном Барнвеллом участвовал в экспедиции в Северную Каролину, где помогал поселенцам в войне с индейцами тускарора. Муру удалось разбить индейцев тускарора и тем спасти колонию Северная Каролина. В 1715 году он имел уже звание генерал-лейтенанта ополчения. В этом звании он участвовал в Ямасийской войне. Ему было поручено вступить в переговоры с индейцами чероки, и ему удалось решить с ними спорные вопросы и убедить их вступить в войну на стороне колонистов. В 1716 году ему было предложено стать одним из пяти комиссаров, курирующих торговлю с индейцами, но он отказался, хотя в 1716 году согласился стать единственным комиссаром такого рода.

### Статьи
- Webber, Mabel L. The First Governor Moore and His Children (англ.) // The South Carolina Historical and Genealogical Magazine. — South Carolina Historical Society, 1936. — Vol. 37, iss. 1. — P. 1–23.